# 全音階
全音階，是日本純種競賽馬匹。生涯活躍於短途一哩賽事，曾兩度天鵝錦標取得冠軍及勝出函館短途錦標、阪急盃及阪神盃。由於其生涯中多次勝出1400米的賽事，且五場分級賽勝利中有四場為1400米，因而被稱為「千四之鬼」（千四の鬼）。

## 出賽前
2015年5月12日出生於北海道浦河町酒井牧場，成長途中於拍賣會上被一口馬主俱樂部Silk Racing Co. Ltd.以3240萬日圓購入後進行馬主募集。
其後交由栗東訓練中心練馬師安田隆行訓練。

## 競賽生涯

### 2歲
2017年12月26日出戰阪神競馬場2歲新馬戰，在中後方位置逐步取位下於直路開始重外檔位置急襲，最終一口氣超越所有對手下以鼻位優勢壓贏輕柔流暢取得冠軍。

### 3歲
2018年首戰為3歲500萬獎金以下條件戰，保持在第四、五附近的位置下嘗試在直路繼續加速，可惜略為均速下最終以第四落敗。
休養過後縮程出戰1400米的3歲500萬獎金以下條件戰，本次比賽於出閘後隨即衝前佔據第二的位置，進入直路後輕鬆加速掠過前方賽駒並保持走勢，最終以3馬位優勢取勝。
其後繼續以條件戰作為目標，但在三場賽事中分別取得兩亞一季。

### 4歲
2019年年初繼續出戰條件戰祇園特別，處於先頭第四附近的下在直路迅速衝刺最終戰勝對手，在稍後的斑鳩特別中亦以同樣戰術壓制彩旗及赤映天，以連勝姿態晉級公開組。
3月30日首次挑戰分級賽打吡公爵挑戰盃，稍為慢閘下留在後方位置等待時機，在直路上於大外檔嘗試加速衝刺蠶食對手，但仍然未能扭轉局面敗於菲亞諾、大場面及個人特色取得第四。
5月26日以表列賽安土城錦標作為下一步，選擇在中團的位置起步推進下，在彎道處開始發力，最終在直路上一路衝刺壓過前方賽駒，同時亦能阻止Liberty Heights的攻勢取得勝利。
放草過後於秋季出戰天鵝錦標，本次比賽選擇在中團偏後位置約莫第十附近開始推進，通過彎道時候稍為抽出外檔準備取位。進入直路後，其在外檔位置調整姿態開始衝刺，不斷加速下最終在最後關頭進入狀態，並成功於最後一步壓贏魔族雅谷，以鼻位優勢取得首個分級賽冠軍。

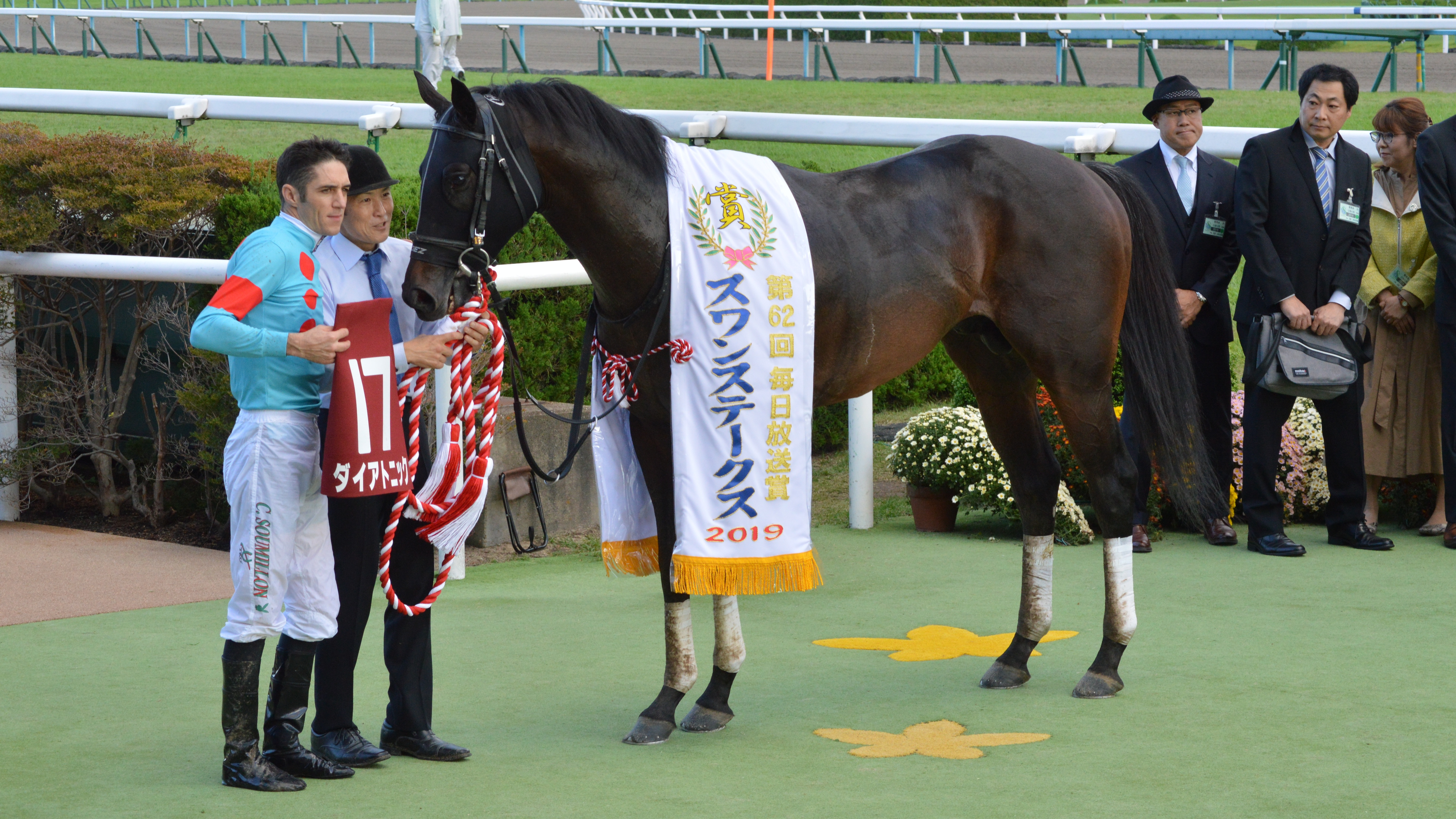
天鵝錦標頒獎儀式

11月按照計劃進軍一哩冠軍賽，然而在直路上毫無衝勢下最終以第十大敗。

### 5歲
2020年首戰為京都金盃，在中團位置穩步推進下於直路開始展開衝刺，但一直無法威脅前往透出的輝姬美韻下被對手拉開以第二落敗。
其後出戰阪急盃，本次比賽其保持在先頭第四的位置緊隨對手推進，在直路上開始衝刺下越過先頭的Nishino Rush、超神建築及個人特色一度取得領先，可惜最後被Best Actor超越以第二衝線，然而於賽後，賽會在研訊中認為其在直路上的有妨礙菲亞諾的行為，因而將其貶為第三。
3月29日挑戰一級賽高松宮紀念，本次比賽仍然以前置戰術展開賽事，一直以穩定的速度維持在先頭部隊之中下在彎道處開始透出。進入直路後，其在中檔附近展開進擊，但速度略為不俗下無法追上超神建築及魔族閃焰之餘，亦被放聲歡呼追過，最終以第四的名次衝線。但在賽後，賽會再度進入研訊狀態，最終確認超神建築在直路上的行為對全音階構成妨礙，因而在對手被貶至第四下獲遞補成為季軍。
短暫放草3個月後前往出戰函館短途錦標，一直維持在第二的位置下在直路上展現絕佳的反應，在中段經已將領放馬大名富士超越並一直維持走勢，最終拉開對手2馬位取得勝利。
其後前往挑戰堅蘭盃，賽前取得第一人氣下在彎道處表現出急躁的狀態，最終在直路上毫無加速跡象以第十五大敗。
入秋後繼續挑戰短途賽事並以短途馬錦標作為目標，但以居中姿態等待時機下在直路未能透出，最終以第十三落敗。
賽後其更被發現右後腳外側籽骨剝離性骨折，需要進入長期休養。

### 6歲
2021年8月出戰時隔11月的賽事堅蘭盃，仍然陷於低潮下最終取得第十四的戰績。
年末原定以阪神盃作為收官之戰，但未能調整下最終避戰。

### 7歲
2022年年初選擇以京都金盃作為首戰，雖然在賽事中需要背負57.5公斤的較高負磅，但在直路上仍然得以施展不俗的加速，最終跑獲一席第四，顯示出稍微回暖的狀態。
其後繼續以阪急盃作為下一步的目標，保持在月上遊及維吉密碼後方第三的位置展開推進，沿途以較為平穩的節奏奔跑。進入直路後，其在內欄位置施展強襲，順利衝刺下逐步透出，最終亦能抵擋小俏皮施加的壓力，以頸位優勢取得勝利。
但其後挑戰高松宮紀念因觀眾聲浪的影響漏閘，未能在直路縮窄距離下以第十四大敗，6月增程出戰安田紀念亦因為失速的原因再度取得第十四。
秋季直接出戰短途馬錦標，保持在先頭有利位置的情況下以平穩的速度前進，在彎道處稍為發力上前。進入直路後，其迅速中檔的位置開始衝刺，最終僅敗於險峰懸壁、出奇致勝及日照飛駿取得第四。
10月29日以天鵝錦標作為目標，本次比賽仍然選擇在第五附近的有利位置推進，於最後彎道開始取位下逐步上前。於直路上，其在成功在前方位置透出並取得領先，最終成功阻止嬌倩及Le Plus Fort的率先衝線，時隔3年再度稱霸此賽事。

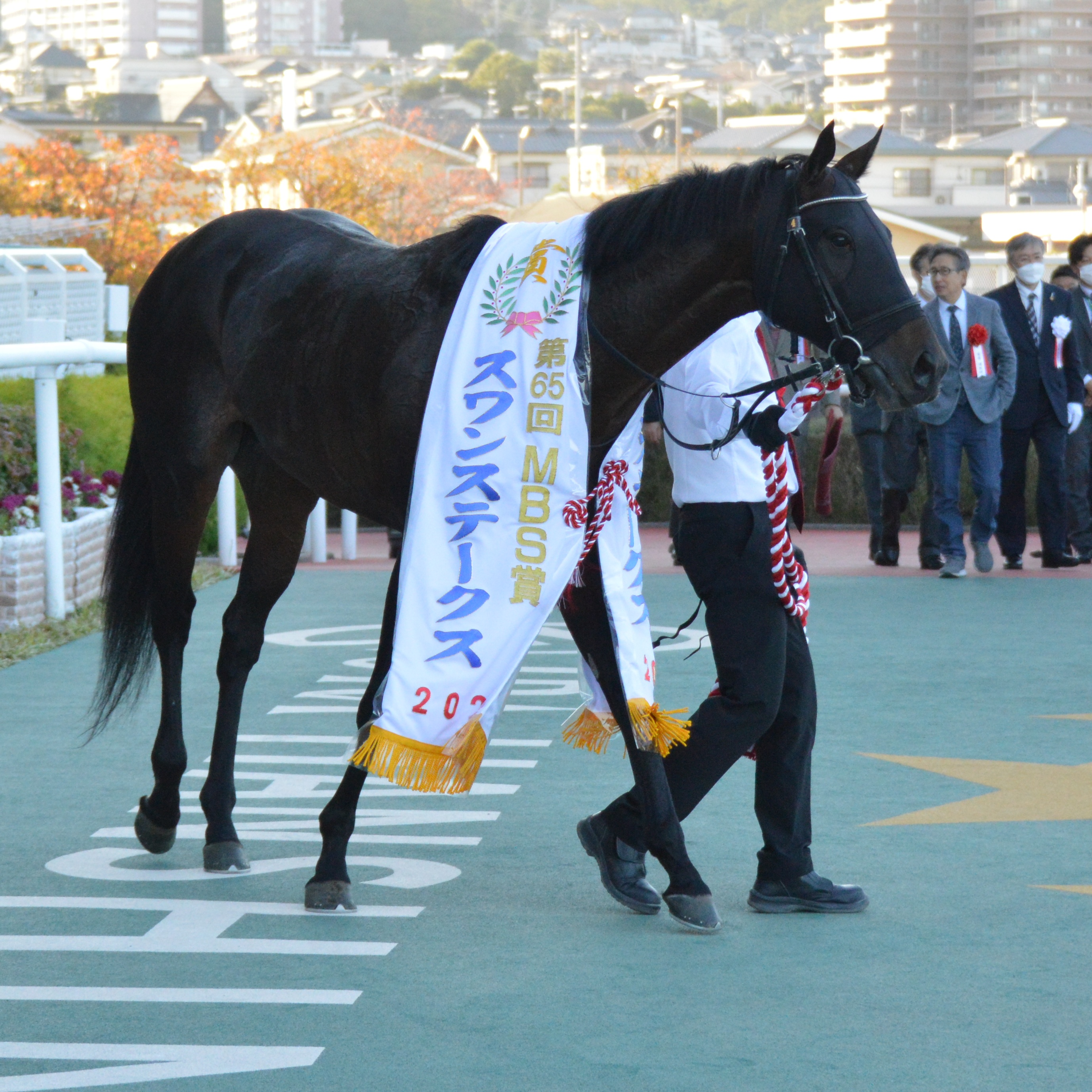
天鵝錦標頒獎儀式

其後未有出戰一哩冠軍賽，並以年末的阪神盃作為退役戰。比賽開始後，其選擇保持在先頭第四附近的位置，緊隨前方寶彩及紫爍爍的步速前進。進入直路後，其率先於是在位置展開加速逐步取得領先，沿途和位置相差無幾的攻必勝展開纏鬥，最終稍佔上風下同時亦能壓制後方來襲的禮讚歌詠，以鼻位優勢取得第五個分級賽冠軍，同時達成有終之美。
賽後，陣營按照原定計劃安排其退役，並於翌年1月4日取消日本中央競馬會的賽駒註冊。

### 詳細賽績
| 日期       | 舉辦國家 | 馬場 | 距離   | 級別 | 賽事名稱         | 負重 | 騎師     | 馬號 | 出馬 | 名次 | 時間   | 頭馬（二馬）        |
| ---------- | -------- | ---- | ------ | ---- | ---------------- | ---- | -------- | ---- | ---- | ---- | ------ | ------------------- |
| 16/12/2017 | 日本     | 阪神 | 草1600 |      | 2歲新馬          | 55   | 李慕華   | 2    | 13   | 1    | 1:36.6 | （輕柔流暢）        |
| 17/02/2018 | 日本     | 東京 | 草1600 |      | 3歲500萬獎金以下 | 56   | 李慕華   | 7    | 15   | 4    | 1:34.9 | 哈林線              |
| 27/05/2018 | 日本     | 京都 | 草1400 |      | 3歲500萬獎金以下 | 56   | 北村友一 | 15   | 16   | 1    | 1:21.4 | （Catch Me Up）     |
| 28/07/2018 | 日本     | 新潟 | 草1600 |      | 月岡溫泉特別     | 54   | 福永祐一 | 5    | 15   | 2    | 1:33.3 | Vous Etes Jolie     |
| 23/09/2018 | 日本     | 中山 | 草1600 |      | 外房特別         | 55   | 北村友一 | 8    | 12   | 3    | 1:33.5 | Charlemagne         |
| 10/11/2018 | 日本     | 東京 | 草1400 |      | 三鷹特別         | 56   | 歐道樂   | 8    | 13   | 2    | 1:20.2 | 命運之歌            |
| 19/01/2019 | 日本     | 京都 | 草1400 |      | 祇園特別         | 56   | 北村友一 | 11   | 11   | 1    | 1:21.5 | （Grand Roi）       |
| 17/02/2019 | 日本     | 京都 | 草1400 |      | 斑鳩錦標         | 57   | 北村友一 | 7    | 7    | 1    | 1:22.2 | （彩旗）            |
| 30/03/2019 | 日本     | 中山 | 草1600 | GIII | 打吡公爵挑戰盃   | 54   | 北村友一 | 14   | 16   | 4    | 1:31.9 | 菲亞諾              |
| 26/05/2019 | 日本     | 京都 | 草1400 | L    | 安土城錦標       | 54   | 北村友一 | 7    | 13   | 1    | 1:19.6 | （Liberty Heights） |
| 26/10/2019 | 日本     | 京都 | 草1400 | GII  | 天鵝錦標         | 56   | 蘇銘倫   | 17   | 18   | 1    | 1:21.3 | （魔族雅谷）        |
| 17/11/2019 | 日本     | 京都 | 草1600 | GI   | 一哩冠軍賽       | 57   | 蘇銘倫   | 15   | 17   | 10   | 1:33.8 | 冠軍車手            |
| 05/01/2020 | 日本     | 京都 | 草1600 | GIII | 京都金盃         | 57   | 北村友一 | 6    | 18   | 2    | 1:34.2 | 輝姬美韻            |
| 01/03/2020 | 日本     | 阪神 | 草1400 | GIII | 阪急盃           | 57   | 北村友一 | 3    | 18   | 3    | 1:20.3 | Best Actor          |
| 29/03/2020 | 日本     | 中京 | 草1200 | GI   | 高松宮紀念       | 57   | 北村友一 | 3    | 18   | 3    | 1:08.7 | 魔族閃焰            |
| 21/06/2020 | 日本     | 函館 | 草1200 | GIII | 函館短途錦標     | 58   | 武豐     | 6    | 16   | 1    | 1:07.5 | （大名富士）        |
| 30/08/2020 | 日本     | 札幌 | 草1200 | GIII | 堅蘭盃           | 58   | 武豐     | 1    | 16   | 15   | 1:12.9 | 芳華十八            |
| 04/10/2020 | 日本     | 中山 | 草1200 | GI   | 短途馬錦標       | 57   | 橫山典弘 | 9    | 16   | 13   | 1:09.7 | 放聲歡呼            |
| 29/08/2021 | 日本     | 札幌 | 草1200 | GIII | 堅蘭盃           | 57   | 池添謙一 | 13   | 16   | 14   | 1:10.0 | 念念                |
| 05/01/2022 | 日本     | 中京 | 草1600 | GIII | 京都金盃         | 57.5 | 岩田康誠 | 4    | 16   | 4    | 1:33.0 | Zadar               |
| 27/02/2022 | 日本     | 阪神 | 草1400 | GIII | 阪急盃           | 56   | 岩田康誠 | 10   | 14   | 1    | 1:19.9 | （小俏皮）          |
| 27/03/2022 | 日本     | 中京 | 草1200 | GI   | 高松宮紀念       | 57   | 岩田康誠 | 14   | 18   | 14   | 1:08.9 | 日照飛駿            |
| 05/06/2022 | 日本     | 東京 | 草1600 | GI   | 安田紀念         | 58   | 岩田康誠 | 12   | 18   | 14   | 1:33.0 | 前人足跡            |
| 02/10/2022 | 日本     | 中山 | 草1200 | GI   | 短途馬錦標       | 57   | 岩田康誠 | 4    | 16   | 4    | 1:08.0 | 險峰懸壁            |
| 29/10/2022 | 日本     | 阪神 | 草1400 | GII  | 天鵝錦標         | 56   | 岩田康誠 | 4    | 18   | 1    | 1:19.8 | （嬌倩）            |
| 24/12/2022 | 日本     | 阪神 | 草1400 | GII  | 阪神盃           | 57   | 岩田康誠 | 14   | 18   | 1    | 1:20.2 | （攻必勝）          |

## 退役後
退役後，全音階成為了配種馬，被輸出至澳洲維多利亞州曼加洛爾玉龍Stud休養，在2023年開始配種。首批子嗣於2024年出生。首批子可於2026年出賽。

## 血統簡介
父系龍王爲日本賽駒，生涯稱霸短途賽事，包括做出連霸短途馬錦標及香港短途錦標等壯舉，被稱爲日本近代最強短途馬。祖父夏威夷王亦爲日本賽駒，生涯戰績極爲優秀，僅得一戰未能獲勝，曾勝出一級賽NHK一哩賽及東京優駿（日本打吡），爲日本史上首匹贏得變則二冠的賽駒。
母系To Harmony為日本賽駒，生涯七戰全敗。外祖父週日寧靜是美國三冠賽雙冠馬，退役後在日本配種，在日本馬壇相當成功，贏得多項分級賽事，其子嗣贏得巨額獎金。

### 血統表
| 父線：金滿寶系（淘金者系）           |                             |              |                 |
| 種馬 龍王 2008年（棗色）             | 夏威夷王 2001年（棗色）     | 金滿寶       | 淘金者          |
| 種馬 龍王 2008年（棗色）             | 夏威夷王 2001年（棗色）     | 金滿寶       | Miesque         |
| 種馬 龍王 2008年（棗色）             | 夏威夷王 2001年（棗色）     | Manfath      | 最後大官        |
| 種馬 龍王 2008年（棗色）             | 夏威夷王 2001年（棗色）     | Manfath      | Pilot Bird      |
| 種馬 龍王 2008年（棗色）             | Lady Blossom 1996年（棗色） | 雷貓         | 雷鳥            |
| 種馬 龍王 2008年（棗色）             | Lady Blossom 1996年（棗色） | 雷貓         | Terlingua       |
| 種馬 龍王 2008年（棗色）             | Lady Blossom 1996年（棗色） | Saratoga Dew | Cormorant       |
| 種馬 龍王 2008年（棗色）             | Lady Blossom 1996年（棗色） | Saratoga Dew | Super Luna      |
| 繁殖雌馬 To Harmony 2000年（棕色）   | 週日寧靜 1986年（棕色）     | Halo         | Hail to Reason  |
| 繁殖雌馬 To Harmony 2000年（棕色）   | 週日寧靜 1986年（棕色）     | Halo         | Cosmah          |
| 繁殖雌馬 To Harmony 2000年（棕色）   | 週日寧靜 1986年（棕色）     | Wishing Well | Understanding   |
| 繁殖雌馬 To Harmony 2000年（棕色）   | 週日寧靜 1986年（棕色）     | Wishing Well | Mountain Flower |
| 繁殖雌馬 To Harmony 2000年（棕色）   | Air Leggiero 1994年（棗色） | Allez Milord | Tom Rolfe       |
| 繁殖雌馬 To Harmony 2000年（棕色）   | Air Leggiero 1994年（棗色） | Allez Milord | Why Me Lord     |
| 繁殖雌馬 To Harmony 2000年（棕色）   | Air Leggiero 1994年（棗色） | Alpine Swift | 雷鳥            |
| 繁殖雌馬 To Harmony 2000年（棕色）   | Air Leggiero 1994年（棗色） | Alpine Swift | La Dame Du Lac  |
| 雌系：Almahmoud系（號族：2-）        |                             |              |                 |
| 五代內近親交配：雷鳥 4×4、Cosmah 4×5 |                             |              |                 |

## 命名由來
名字Diatonic（ダイアトニック）意思為：「由所有七個音階組成的自然音階」，聯想自母系To Harmony之名字，香港則取其意，翻譯為「全音階」。

## 外部連結
- 全音階 netkeiba.com
- 血統表